# Monique Curnen

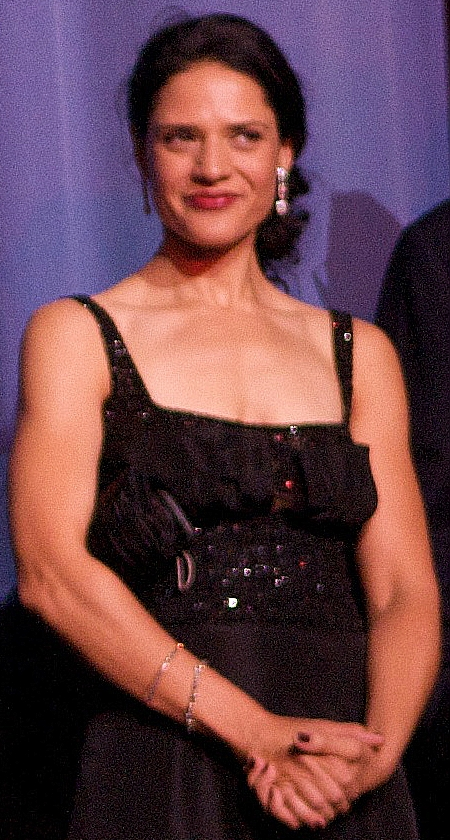
Monique Gabriela (2008)

Monique Gabriela Curnen (* 7. September 1970) ist eine US-amerikanische Schauspielerin.

## Leben und Karriere
Curnen wuchs zusammen mit drei Brüdern in der Nähe von Boston auf. Ihre Mutter stammt aus Puerto Rico und ihr Vater hat deutsche sowie irische Wurzeln.
Schon früh zeigte Curnen Interesse an der Schauspielerei und spielte in vielen Schulaufführungen mit. Nach dem Besuch des Colleges zog sie nach New York City, wo sie zunächst als Darstellerin am Theater arbeitete. Ihre erste Filmrolle erhielt sie in dem indischen Film Bollywood Calling. In den nächsten Jahren wirkte sie als Nebendarstellerin in vielen Fernsehserien wie Dexter oder Dr. House und Kinofilmen wie Kate & Leopold oder Das Mädchen aus dem Wasser mit. 2008 war sie im Blockbuster The Dark Knight als Det. Anna Ramirez zu sehen.

## Filmografie (Auswahl)
- 2001: Bollywood Calling
- 2001: Kate & Leopold
- 2004: Maria voll der Gnade (Maria Full of Grace)
- 2004: Poster Boy
- 2006: Half Nelson
- 2006: Das Mädchen aus dem Wasser (Lady in the Water)
- 2006: Bernard and Doris
- 2006: Dexter (Fernsehserie, 2 Folgen)
- 2006: Shark (Fernsehserie, eine Folge)
- 2007: Dr. House (House, M.D., Fernsehserie, eine Folge)
- 2007: The Unit – Eine Frage der Ehre (The Unit, Fernsehserie, eine Folge)
- 2007: Journeyman – Der Zeitspringer (Journeyman, Fernsehserie, eine Folge)
- 2007: Without a Trace – Spurlos verschwunden (Without a Trace, Fernsehserie, eine Folge)
- 2008: Che – Revolución (Che: Part One)
- 2008: The Dark Knight
- 2008: Emergency Room – Die Notaufnahme (ER, Fernsehserie, eine Folge)
- 2009: Fast & Furious – Neues Modell. Originalteile. (Fast & Furious)
- 2009: The Unusuals (Fernsehserie, 10 Folgen)
- 2009: CSI: Miami (Fernsehserie, eine Folge)
- 2010: Law & Order: Special Victims Unit (Fernsehserie, eine Folge)
- 2010: Legacy
- 2010–2011: Lie to Me (Fernsehserie, 8 Folgen)
- 2011: CSI: Den Tätern auf der Spur (CSI: Crime Scene Investigation, Fernsehserie, 3 Folgen)
- 2011: Contagion
- 2012: The Mentalist (Fernsehserie, 2 Folgen)
- 2013: Sons of Anarchy (Fernsehserie, 3 Folgen)
- 2014: Revenge (Fernsehserie, 1 Folge)
- 2015: The Following  (Fernsehserie, 9 Folgen)
- 2016: Year by the Sea
- 2017: Taken – Die Zeit ist dein Feind (Taken, Fernsehserie, 10 Folgen)
- 2018: Model Home
- 2018–2020: Power (Fernsehserie, 23 Folgen)
- 2020: Lincoln Rhyme: Der Knochenjäger (Lincoln Rhyme: Hunt for the Bone Collector, Fernsehserie, 1 Folge)
- 2020: Away (Fernsehserie, 8 Folgen)
- seit 2020: Power Book II: Ghost (Fernsehserie)
- 2021: iGilbert
- 2023: birth/rebirth